# John Collier (atleta)
John Collier (Estados Unidos, 26 de septiembre de 1907-31 de octubre de 1984) fue un atleta estadounidense, especialista en la prueba de 110 m vallas en la que llegó a ser medallista de bronce olímpico en 1928.

## Carrera deportiva
En los JJ. OO. de Ámsterdam 1928 ganó la medalla de bronce en los 110 m vallas, con un tiempo de 14.9 segundos, llegando a meta tras el sudafricano Sidney Atkinson y el también estadounidense Stephen Anderson (plata).